# ブラナプラム
ブラナプラム (開発コード: LMI070およびNVS-SM1) は脊髄性筋萎縮症 (SMA) の治療のためにノバルティスによって開発されている実験薬である。ピリダジン誘導体で、SMN2遺伝子のスプライシングパターンを修飾することにより、機能性SMNタンパク質の生産量を増やす働きがある。
2019年7月には、ブラナプラムはSMA1の子供に対して第2相臨床試験が開始された。
2020年10月、ノバルティスはSMA患者に対しての試験で、ハンチントンタンパク質の量を減らす働きがあったと発表した。ハンチントンタンパク質の量を減らすことは、他の会社が研究したハンチントン病の治療法の主要な手法の1つである。アメリカ食品医薬品局 (FDA) はブラナプラムに対してハンチントン病の治療についてのオーファンドラッグに指定し、ノバルティスはハンチントン病患者への第2b相試験を2021年に開始すると発表した。

ブラナプラムのケト-エノール互変異性体